# 8. rujna
8. rujna (8. 9.) 251. je dan godine po gregorijanskom kalendaru (252. u prijestupnoj godini).
Do kraja godine ima još 114 dana.

## Događaji
- 1380. – U bitci kod Kulikova na rijeci Don snage Moskve pod zapovjedništvom Dimitrija Donskog ostvaruju prvu rusku veliku pobjedu protiv Mongola iz Zlatne Horde.
- 1912. – Održana prva automobilistička utrka za Prvenstvo Hrvatske i Slavonije, a vozači su ju odvozili na relaciji Zagreb - Varaždin - Zagreb.[1]
- 1941. – Drugi svjetski rat: počela Lenjingradska opsada.
- 1943. – Drugi svjetski rat: kapitulirala fašistička Italija.
- 1991. – Na referendumu u Makedoniji je izglasana neovisnost te države od Jugoslavije.
- 2014. – Marin Čilić osvojio US Open.

| - 1157. – Rikard I. Lavljeg Srca, engleski kralj († 1199.) - 1767. – August Wilhelm Schlegel, njemački književnik († 1845.) - 1779. – Mustafa IV., turski sultan († 1808.) - 1841. – Antonín Dvořák, češki skladatelj († 1904.) - 1858. – Josip Šilović, rektor Sveučilišta u Zagrebu, ban Savske banovine († 1939.) - 1920. – Branko Fučić, hrvatski povjesničar umjetnosti i kulture, znanstvenik, esejist, paleograf, arheolog, putopisac, akademik († 1999.) - 1935. – Alain Delon, francuski glumac - 1945. – Kardinal Vinko Puljić, nadbiskup metropolit vrhbosanski - 1953. – Alem Ćurin, hrvatski strip-autor († 2020.) - 1979. – Péter Lékó, mađarski šahist - 1981. – Žanamari Perčić, hrvatska pjevačica - 1981. – Ivan Vukušić, hrvatski radijski i televizijski voditelj - 1987. – Wiz Khalifa, američki reper, pjevač i tekstopisac - 1994. – Bruno Fernandes, portugalski nogometaš - 1994. – Ćamila Mičijević, hrvatska rukometašica - 2002. – Tvrtko Ljutić, hrvatski alpski skijaš | - 780. – Leon IV. Hazar, bizantski car (* 749.) - 1425. – Karlo III., kralj Navare (* 1361.) - 1555. – Toma od Villanove, španjolski nadbiskup i svetac (* 1488.) - 1624. – Markantun de Dominis, hrvatski znanstvenik i pisac, biskup senjski i nadbiskup splitski (* 1560.) - 1894. – Hermann von Helmholtz, njemački liječnik i fizičar (* 1821.) - 1908. – Stjepan Miletić, kazališni intendant, redatelj i kritičar (* 1868.) - 1949. – Richard Strauss, njemački skladatelj (* 1864.) - 1994. – Cata Dujšin-Ribar, hrvatska slikarica (* 1897.) - 2003. – Leni Riefenstahl, njemačka glumica, redateljica i filmski producent (* 1902.) - 2006. – Josip Genda, hrvatski glumac (* 1943.) - 2016. – Ljubiša Samardžić, srbijanski glumac (* 1936.) - 2021. – Branko Sokač, hrvatski geolog i akademik (* 1933.) - 2022. – Elizabeta II, britanska kraljica (* 1926.) |

## Blagdani i spomendani
- Dan grada Buja
- Dan grada Kutjeva
- Dan grada Solina
- blagdan Male Gospe – rođenje Djevice Marije (katoličanstvo)

## Vanjske poveznice
|  | Zajednički poslužitelj ima još gradiva o temi 8. rujna |